# Gmina Hultsfred
Gmina Hultsfred (szw. Hultsfreds kommun) – gmina w Szwecji, w regionie Kalmar, siedzibą jej władz jest Hultsfred.
Pod względem zaludnienia Hultsfred jest 150. gminą w Szwecji. Zamieszkuje ją 14 591 osób, z czego 49,52% to kobiety (7225) i 50,48% to mężczyźni (7366). W gminie zameldowanych jest 606 cudzoziemców. Na każdy kilometr kwadratowy przypada 12,97 mieszkańca. Pod względem wielkości gmina zajmuje 91. miejsce.